# Louvigné-du-Désert
Louvigné-du-Désert (tiếng Breton: Louvigneg-an-Dezerzh) là một xã của tỉnh Ille-et-Vilaine, thuộc vùng Bretagne, miền tây bắc nước Pháp.

## Dân số
Người dân ở Louvigné-du-Désert được gọi là Louvignéens.
| 1882                                            | 1962 | 1968 | 1975 | 1982 | 1990 | 1999 |
| ----------------------------------------------- | ---- | ---- | ---- | ---- | ---- | ---- |
| 3583                                            | 3880 | 3983 | 4298 | 4445 | 4260 | 4034 |
| Starting in 1962: Population without duplicates |      |      |      |      |      |      |